# Oncousoecia lobulata
Oncousoecia lobulata is een mosdiertjessoort uit de familie van de Oncousoeciidae. De wetenschappelijke naam van de soort is voor het eerst geldig gepubliceerd in 1918 door Canu.